# Hakea dactyloides
Hakea dactyloides es una especie de arbusto perteneciente a la familia Proteaceae, originaria de las regiones costeras del sudeste de Australia, desde el sur de Queensland al norte de Victoria.

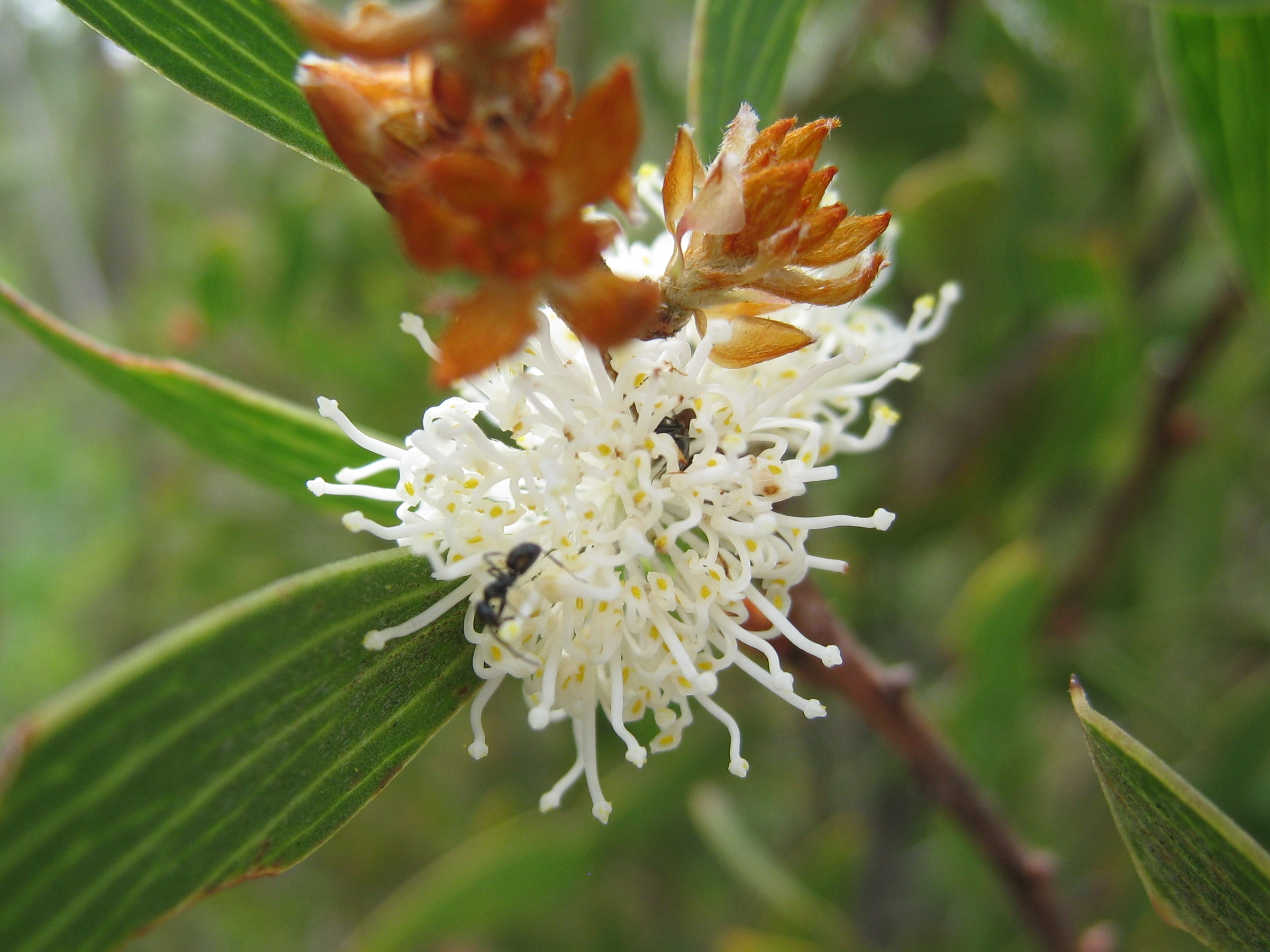
Detalle de la flor

## Descripción
Alcanza un tamaño de 1 a 3 m de altura. Tiene flores de color rosa pálido o blancas dispuestas en racimos axilares y aparecen desde la primavera hasta principios del verano. El fruto es una cápsula leñosa de 2 a 3 cm de largo que contiene dos semillas aladas. Las hojas lanceoladas son de hasta 10 cm de largo y 15-20 mm de ancho.

## Taxonomía
Hakea dactyloides fue descrita por (Gaertn.) Cav. y publicado en Anales de Historia Natural 1(3):. 1800.
Etimología
Las hakeas fueron denominadas por el Barón Christian Ludwig von Hake, en el siglo XVIII, el patrón alemán de la botánica.
Sinonimia
- Banksia dactyloides Gaertn.	basónimo
- Conchium nervosum C.F.Gaertn.[2]
- Conchium dactyloides (Gaertn.) Vent.
- Hakea leucopoda Gand.
- Hakea incrassans Gand.
- Hakea nervosa (Donn ex Sm.) Knight nom. illeg.
- Banksia oleifolia Salisb. nom. illeg.
- Hakea ferruginea Sweet[3]